# Glacier Creek (Thorofare River)
Der Glacier Creek (glacier englisch für „Gletscher“, creek für „kleinerer Fluss“) ist ein 15 Kilometer langer linker Nebenfluss des Thorofare River im US-Bundesstaat Alaska.

## Flusslauf
Der Glacier Creek verläuft an der Nordflanke der Alaskakette innerhalb des Denali-Nationalparks. Er entsteht am Ostrand des Muldrow-Gletschers auf einer Höhe von etwa 1200 m. Er wird offenbar vom Sickerwasser einer Seitenmoräne des Muldrow-Gletschers gespeist. Der Glacier Creek fließt entlang dem Ostrand des Muldrow-Gletschers nach Norden. Von rechts fließt ihm der Crystal Creek zu. Der Glacier Creek erreicht schließlich eine große Kiesfläche und spaltet sich in mehrere Mündungsarme auf, die dem Thorofare River zufließen.

## Namensgebung
„Glacier Creek“ ist offenbar ein lokaler Name des Flusses, der 1925 von S. R. Capps vom U.S. Geological Survey (USGS) erfasst wurde.